# Cardan (Gironde)
Cardan település Franciaországban, Gironde megyében. Lakosainak száma 511 fő (2022. január 1.). Cardan Capian, Rions, Soulignac és Villenave-de-Rions községekkel határos.

## Népesség
A település népességének változása:
| Lakosok száma | 296  | 339  | 369  | 408  | 463  | 491  | 498  | 509  | 514  | 511  |
|               | 1968 | 1982 | 1990 | 2006 | 2013 | 2015 | 2017 | 2019 | 2020 | 2022 |